# Servette FC
A Servette FC egy svájci labdarúgócsapat, székhelye Genf Servette kerületében található. Jelenleg a svájci első osztályban szerepelnek.
Az 1890-ben alapított labdarúgóklub a legsikeresebb a „francia ajkú” Svájcban: 17 bajnoki címet szerzett, 8 alkalommal hódította el a svájci kupát, illetve a Servette FC nyerte az egyik legelső nemzetközi labdarúgótornát, a Torneo Internazionale Stampa Sportivá-t is.

## Sikerek
Nemzeti
- Svájci labdarúgó-bajnokság (ma: Swiss Super League)
  - Bajnok (17 alkalommal): 1906–07, 1917–18, 1921–22, 1924–25, 1925–26, 1929–30, 1932–33, 1933–34, 1939–40, 1945–46, 1949–50, 1960–61, 1961–62, 1978–79, 1984–85, 1993–94, 1998–99
  - Ezüstérmes (16 alkalommal): 1905–06, 1909–10, 1914–15, 1918–19, 1919–20, 1934–35, 1943–44, 1965–66, 1975–76, 1976–77, 1977–78, 1981–82, 1982–83, 1983–84, 1987–88, 1997–98
  - Bronzérmes (14 alkalommal): 1903–04, 1907–08, 1910–11, 1911–12, 1920–21, 1922–23, 1923–24, 1940–41, 1941–42, 1964–65, 1973–74, 1979–80, 1992–93, 2003–04

- Svájci kupa (németül: Schweizer Cup; franciául: Coupe de Suisse; olaszul: Coppa Svizzera)
  - Győztes (8 alkalommal): 1928, 1949, 1971, 1978, 1979, 1984, 2001, 2024
  - Ezüstérmes (13 alkalommal): 1911, 1934, 1936, 1938, 1941, 1959, 1965, 1966, 1976, 1983, 1986, 1987, 1996

- Svájci ligakupa (németül: Schweizer Ligacup; franciául: Coupe de la Ligue suisse; olaszul: Coppa di Lega svizzera)
  - Győztes (3 alkalommal): 1977, 1979, 1980

Nemzetközi
- Alpok-kupa (olaszul: Coppa delle Alpi; franciául: Coupe des Alpes; németül: Alpenpokal)
  - Győztes (4 alkalommal): 1973, 1975, 1976, 1979

## Játékoskeret
2022. szeptember 7. szerint.
| #  |     | Poszt | Név                 |
| -- | --- | ----- | ------------------- |
| 1  | SUI | K     | Steven Deana        |
| 2  | FRA | V     | Moussa Diallo       |
| 3  | FRA | V     | Gaël Clichy         |
| 4  | SUI | V     | Steve Rouiller      |
| 5  | BOL | KP    | Boris Céspedes      |
| 7  | GER | CS    | Patrick Pflücke     |
| 8  | FRA | KP    | Timothé Cognat      |
| 9  | BIH | KP    | Miroslav Stevanović |
| 10 | SUI | KP    | Alexis Antunes      |
| 11 | FRA | KP    | Boubacar Fofana     |
| 15 | FRA | KP    | Théo Valls          |
| 17 | SUI | KP    | Dereck Kutesa       |
| 19 | FRA | V     | Yoan Severin        |
| 20 | SUI | V     | Théo Magnin         |
| 21 | SUI | V     | Baba Souare         |

| #  |     | Poszt | Név                |
| -- | --- | ----- | ------------------ |
| 22 | SUI | V     | Valton Behrami     |
| 23 | FRA | CS    | Ronny Rodelin      |
| 24 | SUI | V     | Malik Sawadogo     |
| 25 | SUI | KP    | Sidiki Camara      |
| 26 | AUT | V     | Moritz Bauer       |
| 27 | FRA | CS    | Enzo Crivelli      |
| 28 | FRA | KP    | David Douline      |
| 29 | CIV | CS    | Chris Bedia        |
| 30 | SEN | KP    | Samba Lélé Diba    |
| 32 | SUI | K     | Jérémy Frick       |
| 33 | SUI | V     | Nicolas Vouilloz   |
| 35 | POR | V     | Diogo Monteiro     |
| 40 | SUI | K     | Edin Omeragic      |
| 41 | SUI | CS    | Alexandro Patrício |

## Játékosok

### Korábbi nevesebb játékosok
| - Harutjun Vardanjan - Michel Renquin - Sonny Anderson - Martin Petrov - Jorge Valdivia - Martin Chivers - Christian Karembeu - Karl-Heinz Rummenigge - Oliver Neuville - Pázmándy Péter - Lukács István | - Bosko Gjurovszki - Viorel Moldovan - Jean Beausejour - Roberto Merino - Mats Magnusson - Håkan Mild - Kubilay Türkyilmaz - Philippe Senderos - Alexander Frei - Julián Estéban - Abdel Kader |